# Laser téramobile
Le laser téramobile est un laser développé par une équipe franco-germano-suisse. Il s'agit d'un dispositif mobile qui délivre des impulsions laser ultrapuissantes et ultrabrèves en ionisant l'air. Le laser téramobile peut servir à détecter et mesurer des polluants atmosphériques ou à frayer à la foudre un chemin rectiligne.

## Description
Ce système pèse neuf tonnes monté dans un conteneur classique de six mètres de long. Ce laser a une puissance de l'ordre du térawatt pour une impulsion de l'ordre de la femtoseconde. La puissance élevée modifie sensiblement l'indice de réfraction et focalise de l'impulsion lumineuse sur son chemin ce qui provoque l'ionisation de l'air sur plusieurs centaines de mètres. Le spectre lumineux s'élargit aussi le long de la trajectoire ce qui permet une gamme étendue de longueurs d'onde, équivaut à un lidar multispectral qui peut accéder aux spectres d'absorption de plusieurs polluants simultanément.
Le laser téramobile pourrait, sous certaines conditions, augmenter le taux de glace dans les nuages de type cirrus. Il a également permis de générer des éclairs et les guider sur plusieurs mètres, mais n'a pu les conduire jusqu'au sol.

## Installations fixes
La station météorologique du Säntis en Suisse accueille le laser terramobile de l'Université de Genève périodiquement pour des tests de paratonnerre.